# اچ‌ام‌تی هارلم (اف‌وای۳۰۶)
اچ‌ام‌تی هارلم (اف‌وای۳۰۶) (به انگلیسی: HMT Haarlem (FY306)) یک زیردریایی بود. این زیردریایی در سال ۱۹۳۷ ساخته شد.